# Cratere Gill (Luna)
Gill è un cratere lunare di 63,9 km situato nella parte sud-orientale della faccia visibile della Luna, a sudovest dell'irregolare Mare Australe, a sudest del grande cratere Pontécoulant e a nordest del cratere Helmholtz.
Trovandosi in prossimità del terminatore (giorno), il cratere è visto dalla Terra di lato e viene a volte nascosto dalla librazione lunare.
Questo cratere è una formazione antica ed erosa che presenta un bordo irregolare a causa degli impatti. Una coppia di piccoli crateri che sono uniti assieme giacciono lungo il bordo settentrionale e il cratere 'Gill A' si estende leggermente all'interno del bordo occidentale. Il fondo è relativamente livellato ed è contrassegnato da piccoli crateri.
Il cratere è dedicato all'astronomo scozzese David Gill.

## Crateri correlati
Alcuni crateri minori situati in prossimità di Gill sono convenzionalmente identificati, sulle mappe lunari, attraverso una lettera associata al nome.
| Gill | Coordinate            | Diametro (in km) |
| ---- | --------------------- | ---------------- |
| A    | 63°25′48″S 73°15′00″E | 13,55            |
| B    | 61°49′12″S 70°27′36″E | 30,12            |
| C    | 62°25′12″S 67°49′48″E | 32,6             |
| D    | 63°29′24″S 79°58′12″E | 16,02            |
| E    | 63°19′48″S 70°28′48″E | 14               |
| F    | 63°57′S 65°39′E       | 24,55            |
| G    | 63°37′12″S 68°47′24″E | 35,3             |
| H    | 64°04′48″S 70°58′48″E | 8,59             |